# Cyanotis pachyrrhiza
Cyanotis pachyrrhiza är en himmelsblomsväxtart som beskrevs av Anna Amelia Obermeyer. Cyanotis pachyrrhiza ingår i släktet Cyanotis och familjen himmelsblomsväxter. Inga underarter finns listade.